# Tricorynus nubilus
Tricorynus nubilus är en skalbaggsart som först beskrevs av Henry Clinton Fall 1905.  Tricorynus nubilus ingår i släktet Tricorynus och familjen trägnagare. Inga underarter finns listade i Catalogue of Life.